# 밤드라
밤드라는 2018년부터 NHK 종합에서 2018년 4월 7일부터 매주 토요일 23시 20분부터 23시 59분까지 29분 동안 방송되는 연속 드라마 방송 시간이다.

## 개요
NHK의 2018년도 개편에서 신설 된 연속 드라마 범위이다.
NHK에서는 2011년 10월부터 2013년 3월까지 화요일 23 시대 의한 ☆ 도라는 동명의 연속 드라마 범위를 방송하고 있으며, 이번 시간은 다르지만 약 5년 만에 사실상 드라마 범위 부활되었다.
본 공사의 신설하여 토요일 밤의 드라마 범위는 토요일 시대 드라마, 토요일 드라마와 3 틀이 되었다.

## 방송 목록
- 《좀비가 왔으니 인생 재검토 건》
- 《부녀자, 실수 게이에게 말한다.》
- 《그래서 나는 밀었습니다》
- 《절대로 흉내내지 마세요》
- 《전설의 엄마》
- 《좋아요! 히카루 겐지군》
- 《그녀가 성불할 수 없는 이유》
- 《엔마도 사라의 추리 기담》
- 《여기는 지금부터 윤리입니다.》
- 《깨끗한 나라》
- 《좋아요! 히카루 겐지군 시즌2》
- 《코미 양은 커뮤증입니다》
- 《아사가야 자매의 노혼 후라이 생활》
- 《사랑하지 않는 두 사람》